# Unione Sportiva Bagnolese 1931-1932
Questa pagina raccoglie i dati riguardanti l'Unione Sportiva Bagnolese nelle competizioni ufficiali della stagione 1931-1932.

## Divise
| Casa | Trasferta |

## Rosa
| N. |                   | Ruolo | Calciatore      |
| -- | ----------------- | ----- | --------------- |
|    | Italia (bandiera) | D     | Matteo Apicella |
|    | Italia (bandiera) | A     | Aldo Bandini    |
|    | Italia (bandiera) | D     | Gennaro Cassese |
|    | Italia (bandiera) | P     | De Fraia        |
|    | Italia (bandiera) | C     | Guglielmo Glovi |
|    | Italia (bandiera) | C     | Ercole Invorio  |
|    | Italia (bandiera) | C     | Natale          |

| N. |                   | Ruolo | Calciatore           |
| -- | ----------------- | ----- | -------------------- |
|    | Italia (bandiera) | C     | Antonio Parascandolo |
|    | Italia (bandiera) | D     | Giuseppe Piccolo     |
|    | Italia (bandiera) | C     | Roberto Piccolo      |
|    | Italia (bandiera) | D     | Alfredo Pollice      |
|    | Italia (bandiera) | A     | Luigi Varsalone      |
|    | Italia (bandiera) | D     | Aniello Zito         |